# 王子様（笑）シリーズ
王子様（笑）シリーズ（おうじさま（わらい）シリーズ）とは、フロンティアワークスにて販売されている、オリジナルドラマCDシリーズである。

## 概要
童話やおとぎ話に登場する王子様を視点に繰り広げる作品である。女性が一切登場しないことと、お互い王子様同士が所々リンクし合っている所が、特徴である。

## 登場人物
プリンス・チャーミング声 - 鈴村健一
元ネタはシンデレラ。自分の名前にコンプレックスを持つ、第一王子。面倒くさがりな性格で、ミリタリーオタク。女性不信。愛称は「シンデレラ（さん、くん）」、「チャーミー」。
「学園」編では図書委員。
ゲオルグ声 - 中井和哉
元ネタは白雪姫。数少ない常識人兼ツッコミ役。潔癖かつ神経質な性格で、恐妻家（?）。愛称は「白雪（さん）」。
「学園」編では生徒会長。乗馬部員。
ヨハン (ヨハン・ウィリバルト・ディーッシュ・フランツ・パウル・レメディオス・フォン・シュヴァルツラント)声 - 石田彰
元ネタはラプンツェル。実はフルネームが長い第四王子。女顔、不思議ちゃんかつマイペースな性格。ある意味最強。愛称は「ラプンツェル」。
「学園」編では手芸部員。
アラジン声 - 宮野真守
元ネタはアラジンと魔法のランプ。元々貧乏人暮らしをしていた。腹の黒い策略家にして、毒舌。母親を大切にしている。愛称は「アラジン（さん）」、「ターバン」。
「学園」編では生徒会副会長。
帝声 - 置鮎龍太郎
元ネタは竹取物語。仕事一筋な堅物にして、酒癖が悪い。光源氏とは親戚関係。愛称は「竹取（さん、にーさん）」。
「学園」編では古典教師。
光源氏声 - 吉野裕行
元ネタは源氏物語。恋愛中毒のギャル男。才色兼備なのに、空気が読めない性格。愛称は「源氏」、「光源氏さん」、「光（くん）」。
「学園」編ではチャラ男系後輩。サッカー部員。
ギュンター声 - 小野坂昌也
元ネタはいばら姫。第一王子。ゲームオタクで、かなりの人見知りでネガティヴな性格。愛称は「いばら（さん）」。
「学園」編ではパソコン部員。
ラビドクロミス・カエルレウス三世声 - 杉田智和
元ネタはかえるの王さま。自称イケメンナルシストかつドMな蛙。愛称は「カエル（さん）」。
「学園」編では転校生。
フレデリック声 - 森川智之
元ネタは人魚姫。超甘党なロマンティスト。夢は吟遊詩人。占い好き。愛称は「人魚（さん）」。
「学園」編では音楽教師。
ジークフリート声 - 遊佐浩二
元ネタは白鳥の湖。身体が弱く、都合が悪くなるとすぐ吐血する。出で立ちはどことなくホストっぽい。愛称は「白鳥（さん）」。
「学園」編には二学期から登場。常に保健室に居座っており、留年し続けていた。
従者声 - 竹本英史
このシリーズ全ての従者。王子様のツッコミ役・フォロー役と様々。

## 商品情報
ドラマCD
- 既刊9巻（2010年4月21日 - 2014年12月19日)

1. 王子様(笑)シリーズ ドラマCD 第1巻
2. 王子様(笑)シリーズ ドラマCD 第2巻
3. 王子様(笑)シリーズ ドラマCD 〜王子様と眠れる森〜
4. 王子様(笑)シリーズ ドラマCD 〜王子様はカエル〜
5. 王子様(笑)シリーズ ドラマCD 〜王子様と人魚の恋〜
6. 王子様(笑)シリーズ ドラマCD 〜王子様と二羽の姫君〜
7. 王子様(笑)シリーズ ドラマCD 最終章 第1巻
8. 王子様(笑)シリーズ ドラマCD 最終章 第2巻
9. 王子様(笑)シリーズ ドラマCD 最終章 第3巻

ラジオドラマCD
- 既刊2巻（2012年8月22日 - 2013年2月27日)

1. 王子様(笑)シリーズ ラジオドラマCD 第1巻
2. 王子様(笑)シリーズ ラジオドラマCD 第2巻

バラエティーCD
- 既刊4巻（2011年7月21日 - 2013年11月27日）

1. 王子様(笑)シリーズ バラエティドラマCD 1st Vacation
2. 王子様(笑)シリーズ バラエティドラマCD 2nd Season
3. 王子様(笑)シリーズ バラエティドラマCD 3rd Party
4. 王子様(笑)シリーズ バラエティドラマCD 4th Legend

読み語りCD
- 既刊2巻（2010年9月8日 - 2011年1月26日）

1. 王子様(笑)シリーズ 読み語りCD 〜君に捧ぐ物語〜 第1集
2. 王子様(笑)シリーズ 読み語りCD 〜君に捧ぐ物語〜 第2集

デートCD
- 既刊3巻（2012年10月24日 - 2012年12月26日）

1. 王子様(笑)シリーズ デートCD 第1巻
2. 王子様(笑)シリーズ デートCD 第2巻
3. 王子様(笑)シリーズ デートCD 第3巻

ドラマCD if〜王子様(笑)学園〜
- 既刊2巻（2012年1月25日 - 2013年9月11日）

1. 王子様(笑)シリーズ ドラマCD if 〜王子様(笑)学園〜
2. 王子様(笑)シリーズ ドラマCD if 〜王子様(笑)学園 2学期〜

## Webラジオ
『王子様（笑）シリーズ Webラジオ ぷりらじ』とは、アニメイトTVにて、2012年4月3日から2013年6月4日まで（毎月第1火曜日更新）配信されたラジオ番組である。
パーソナリティは竹本英史。ゲストは吉野裕行（第1回）、鈴村健一（第2回）、置鮎龍太郎（第3回）、石田彰（第4回）、森川智之（第5回）、遊佐浩二（第6回）、小野坂昌也（第7回）、宮野真守（第8回）、杉田智和（第9回）、中井和哉（第10回）。サブパーソナリティは小川泰明（小川P）。